# St. Gregor der Große (Zahling)

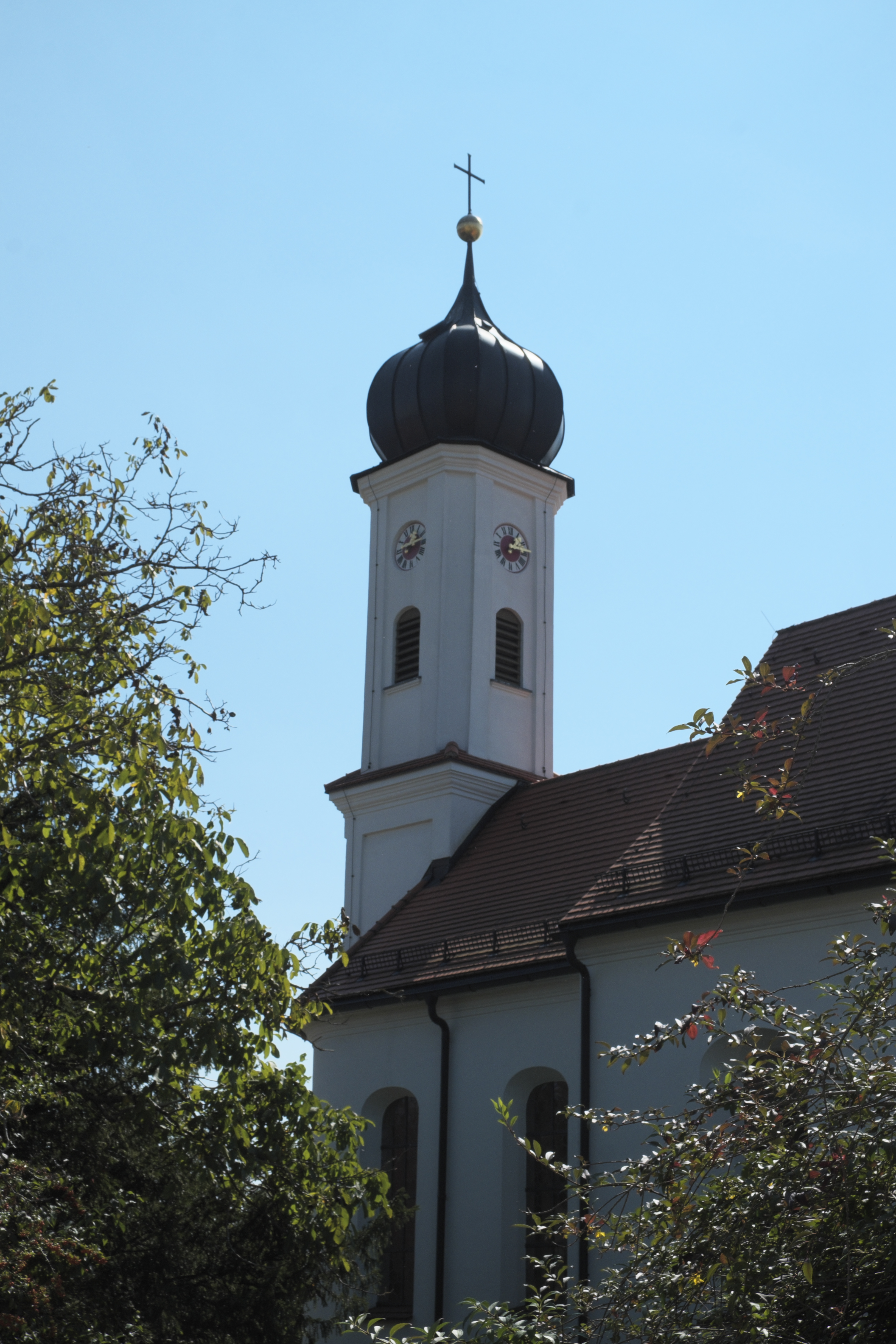
St. Gregor der Große in Zahling

Die römisch-katholische Pfarrkirche St. Gregor der Große steht in Zahling, einem Gemeindeteil der Gemeinde Obergriesbach im schwäbischen Landkreis Aichach-Friedberg von Bayern. Das Bauwerk ist beim in der Liste der Baudenkmäler in Obergriesbach als Baudenkmal unter der Nr. D-7-71-149-5 eingetragen.

## Beschreibung
Die Saalkirche wurde 1778 errichtet. Sie besteht aus einem Langhaus, einem eingezogenen, halbrund geschlossenen Chor im Osten und einem Kirchturm auf quadratischem Grundriss, der sich im Osten an den Chor anlehnt und der mit einem Geschoss mit abgeschrägten Ecken aufgestockt wurde, das die Turmuhr und den Glockenstuhl beherbergt und mit einer Zwiebelhaube bedeckt wurde. Der Innenraum des Langhauses ist mit einer Flachdecke überspannt. Auf dem Fresko im Chor wurde 1778 von Ignaz Baldauf Gregor der Große dargestellt. Über dem Chorbogen befindet sich das Wappen der Thurn und Taxis. Der Hochaltar wurde 1783 aufgestellt. Über den seitlichen Durchgängen befinden sich die Statuen des Johannes Nepomuk und des heiligen Sebastian.
Die Orgel mit 13 Registern, verteilt auf ein Manual und ein Pedal, wurde 1765 von Johann Georg Hörterich gebaut.